# بريان ديفيد أوترام
بريان ديفيد أوترام أندرسون (بالإنجليزية: Brian David Outram Anderson)‏ (من مواليد 15 يناير 1941) وهو أستاذ في كلية الأبحاث لعلوم المعلومات والهندسة في الجامعة الوطنية الأسترالية. وتشمل اهتماماته البحثية الدوائر، ومعالجة الإشارات والتحكم فيها، ويركز عمله الحالي على التحكم الموزع في الأنظمة متعددة الوكلاء، وتوطين شبكات أجهزة الاستشعار، والتحكم التكيفي وغير الخطي. شغل البروفيسور أندرسون منصب رئيس الأكاديمية الأسترالية للعلوم من 1998 إلى 2002.
بريان متزوج من ديانا أندرسون وكلاهما يعيش في كانبيرا.

## الجوائز والتكريمات
- 1992 - ميدالية ماثيو فليندرز[3]
- 1993 - وسام أستراليا [4]
- 1997 - جائزة نظم التحكم IEEE [5]
- 2001 - ميدالية وسام المئوية.[6]
- 2007 - وسام الشمس المشرقة (اليابان) [7]
- 2016 - وسام أستراليا [8]

## الجمعيات العلمية المشترك بها
- 1974 - زميل في الأكاديمية الأسترالية للعلوم.[9]
- 1975 - زميل في معهد مهندسي الكهرباء والإلكترونيات[9]
- 1980 - زميل في الأكاديمية الأسترالية للعلوم والتكنولوجيا والهندسة.[9]
- 1985 - زميل فخرى في معهد المهندسين في أستراليا.[9]
- 1989 - زميل في الجمعية الملكية، لندن.
- 2002 - معاون أجنبي في الأكاديمية الوطنية للهندسة، الولايات المتحدة الأمريكية.[9]
- 2005 - زميل في الاتحاد الدولي للتحكم الآلي.

## وصلات خارجية
- Author profile in the database زنترالبلات الرياضية

قالب:IEEE James H. Mulligan, Jr. Education Medal